# Вениамин (Павлов)
Епископ Вениамин (в миру Василий Павлович Павлов; 1821, слобода Красная, Воронежская губерния — 1890, Воронежская губерния) — архиерей Русской православной церкви, епископ Балтский, викарий Подольской епархии.

## Биография
Родился в 1821 году в слободе Красная Новохопёрского уезда, в семье причётника Воронежской епархии.
В 1841 году окончил курс Воронежской духовной семинарии по первому разряду.
2 июня 1842 года рукоположён в сан священника.
1 сентября 1843 года поступил в Киевскую духовную академию.
11 марта 1845 года пострижен в монашество.
31 октября 1847 года, по окончании курса академии, назначен учителем Воронежской семинарии.
5 июля 1850 года удостоен степени магистра богословия.
31 января 1853 года определён инспектором Курской духовной семинарии.
1 августа 1856 года возведён в сан игумена.
С 4 декабря 1858 года — ректор Орловской духовной семинарии.
25 января 1859 года возведён в сан архимандрита.
24 февраля 1860 года назначен настоятелем Мценского Петропавловского монастыря Орловской епархии.
С 10 марта 1861 года — ректор Архангельской духовной семинарии и управляющий Михаило-Архангельским монастырём.
С 3 августа 1866 года — ректор Новгородской духовной семинарии и настоятель Антониева монастыря.
8 ноября 1870 года хиротонисан во епископа Балтского, викария Подольской епархии.
17 февраля 1879 года уволен на покой и назначен управляющим Полтавским Крестовоздвиженским монастырем.
8 декабря 1883 года уволен от управления монастырем. Перемещен на жительство в Дивногорский Успенский монастырь Воронежской епархии.
Скончался 29 октября 1890 года.